# ヘンリー・カニンガム (初代カニンガム伯爵)
初代カニンガム伯爵ヘンリー・カニンガム（英語: Henry Conyngham, 1st Earl Conyngham PC (Ire)、1705年 – 1781年4月3日）は、アイルランド王国出身の政治家、貴族。アイルランド庶民院議員、グレートブリテン庶民院議員を務め、最晩年にアイルランド貴族の伯爵に叙されたが、子宝に恵まれず、男爵位以外は一代で廃絶した。

## 生涯
陸軍少将ヘンリー・カニンガムと妻メアリー（旧姓ウィリアムズ、第2代準男爵サー・ジョン・ウィリアムズの娘、初代シェルバーン男爵チャールズ・ペティの未亡人）の次男として、1705年ごろに生まれた。父はスペイン継承戦争で戦死した。コルネット（騎兵少尉）として第4王立アイリッシュ竜騎衛兵隊に入隊、1725年に中尉、ついで大尉に昇進した。1738年10月26日に兄ウィリアムが死去すると、家督を相続した。
グレートブリテンにおいては1741年イギリス総選挙で与党候補としてサンドウィッチ選挙区から出馬したが、214票（得票数4位）で落選した。1744年12月にグレート・マーロウ選挙区の補欠選挙でクレイトン家（与党支持）の擁立する候補として出馬したが、68票対70票で落選した。接戦であり、カニンガムは選挙申立を提出したが、3日目の審議の後申立を取り下げた。1747年12月にティヴァートン選挙区の補欠選挙に出馬、無投票で当選した。
アイルランドでは1727年から1753年までキリーベッグス選挙区の代表としてアイルランド庶民院議員を務めたほか、1746年にドニゴール総督に、1748年3月22日にアルスター海軍地方長官（1779年4月16日まで在任）、1748年5月27日にアイルランド枢密院の枢密顧問官、1754年にロンドンデリー総督に任命された。1753年10月3日、アイルランド貴族であるドニゴール県におけるマウント・チャールズのカニンガム男爵に叙された。爵位名をマウント・チャールズ男爵とする文献もあり、同時代の手紙には「マウント・チャールズ卿」（Lord Mount Charles）の記載が存在する。いずれにしても、このときはアイルランド貴族院議員に就任しなかった。
1754年イギリス総選挙を前にした水面下の交渉ではアーノルド・ネスビットによりミッチェル選挙区の候補に推薦されたが、カニンガムは1741年に一度敗れたサンドウィッチ選挙区での再出馬を望んだ。アイルランド総督の初代ドーセット公爵ライオネル・サックヴィルはカニンガムが首相ヘンリー・ペラムの同意なしに出馬することに反対、カニンガムはペラムと交渉した。『英国議会史』ではたとえペラムが同意しても当選できたかどうかが疑わしいとした。いずれにしても、選挙直前にペラムが死去、カニンガムはペラムの後任である初代ニューカッスル公爵に対しペラムが「サンドウィッチ選挙区での出馬を辞退すれば、議席に空位が生じたらカニンガムを当選させる」と約束したと述べ、ニューカッスル公爵はペラムが残した文書にそのような約束が記載されていないとはねつけた。
カニンガムは次にアイルランド副大蔵卿への任命を申請して失敗したが、代わりに1756年7月20日にアイルランド貴族であるカニンガム子爵に叙された。さらに1756年12月にはサンドウィッチ選挙区での補欠選挙に出馬して当選した。当選後はまるでサンドウィッチ選挙区を掌握しているようにふるまい、選挙区での影響力を盾にニューカッスル公爵の後援を要求し、時には野党に回ると脅した。
1760年にジョージ3世が国王に即位した後、カニンガムは第3代ビュート伯爵に鞍替えし、続いてジョージ・グレンヴィルに鞍替えした。カニンガムはグレンヴィルにも同じように脅したが、ニューカッスル公爵からもグレンヴィルからも色よい返事を得られなかった。1761年と1768年の総選挙では再選したが、1774年の総選挙では政府が候補2名を推し、カニンガムはわずか68票（得票数3位）で落選した。1765年10月22日にアイルランド貴族院議員に就任した。イギリス庶民院で演説した記録はなく、歴代首相を頻繁に脅したにもかかわらず野党に回って投票したことはなかったとされる。
1781年1月4日、アイルランド貴族であるドニゴール県におけるマウント・チャールズのカニンガム男爵とカニンガム伯爵に叙された。このカニンガム男爵位には特別残余権（special remainder）が規定されており、初代男爵の男系子孫が断絶した場合はフランシス・ピアポント・バートン（姉メアリーとフランシス・バートンの息子）およびその男系子孫が継承するとした。叙爵から3か月後の1781年4月3日にバースで死去、スレインの教会で埋葬された。第2期のカニンガム男爵位はフランシス・ピアポント・バートンが継承、それ以外の爵位はすべて廃絶した。

## 家族
1744年12月、エレン・メレット（Ellen Merrett、1725年ごろ – 1816年6月15日、ソロモン・メレットの娘）と結婚したが、2人の間に子供はいなかった。

## 関連図書
- Lunney, Linde (October 2009). "Conyngham, Henry". In McGuire, James; Quinn, James (eds.). Dictionary of Irish Biography (英語). United Kingdom: Cambridge University Press. doi:10.3318/dib.001995.v1。